# Pieter van Vollenhoven
Pieter van Vollenhoven (Schiedam, 30 april 1939) is een Nederlands oud-praktijkhoogleraar, voorzitter van het Fonds Slachtofferhulp en oud-voorzitter van de Onderzoeksraad voor Veiligheid. Hij is de echtgenoot van prinses Margriet.

## Jeugd
Pieter van Vollenhoven is een telg uit het geslacht Van Vollenhoven en is geboren in Schiedam als tweede zoon van fabrikant van dekzeilen Pieter van Vollenhoven (1897-1977) en diens echtgenote Jacoba Gijsbertha Stuyling de Lange (1906-1983). Van Vollenhoven studeerde na zijn middelbareschoolopleiding aan het Montessori Lyceum Rotterdam rechten aan de Rijksuniversiteit Leiden, waar hij in 1965 afstudeerde in Nederlands recht.

## Huwelijk en gezin

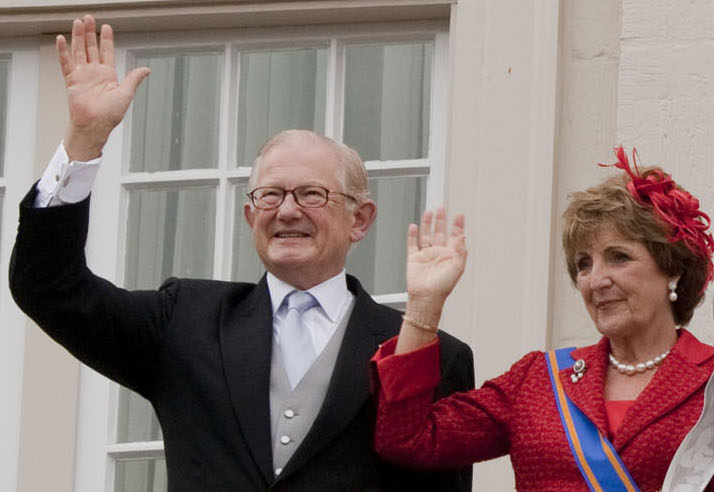
Van Vollenhoven en prinses Margriet op Prinsjesdag 2011.

Pieter van Vollenhoven trouwde op 10 januari 1967 in Den Haag met Margriet Francisca van Oranje-Nassau. Het echtpaar ging in Apeldoorn wonen en liet bij Paleis Het Loo een bungalow, Huis Het Loo, bouwen. Hun vier zoons hebben de persoonlijke adellijke titel Prins van Oranje-Nassau. Hun kleinkinderen hebben geen titels.
Het echtpaar heeft vier kinderen:
- Maurits Willem Pieter Hendrik (17 april 1968)
- Bernhard Lucas Emmanuel (25 december 1969)
- Pieter-Christiaan Michiel (22 maart 1972)
- Floris Frederik Martijn (10 april 1975).

Als geslachtsnaam dragen de drie kinderen van de oudste zoon, Maurits, de naam Van Lippe-Biesterfeld van Vollenhoven.  De kinderen van de overige drie zoons van het echtpaar dragen de naam Van Vollenhoven.

### Eerste niet-adellijk lid van het Koninklijk Huis

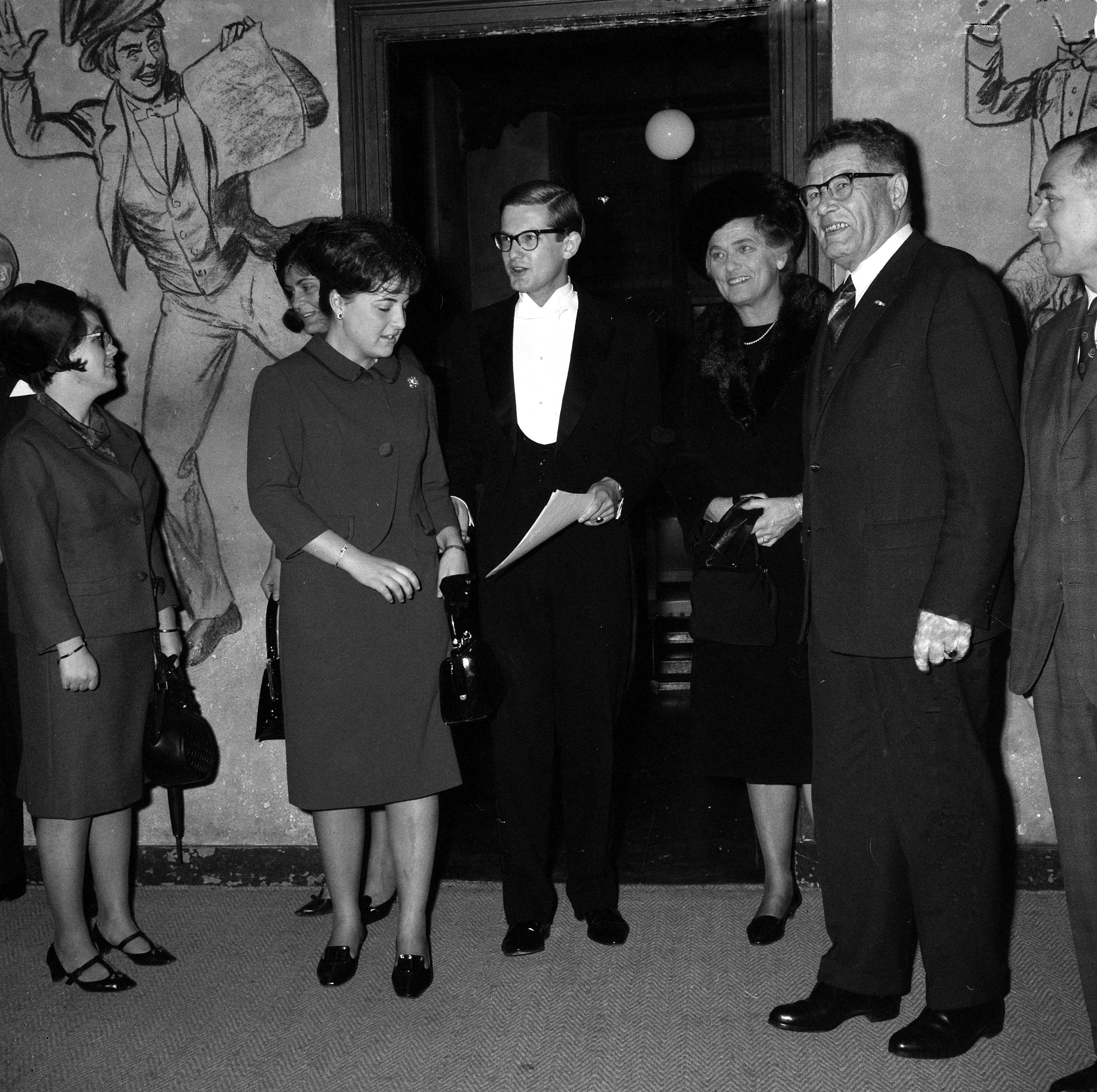
Margriet en Christina bij het afstuderen van Van Vollenhoven in Leiden (nov. 1965)

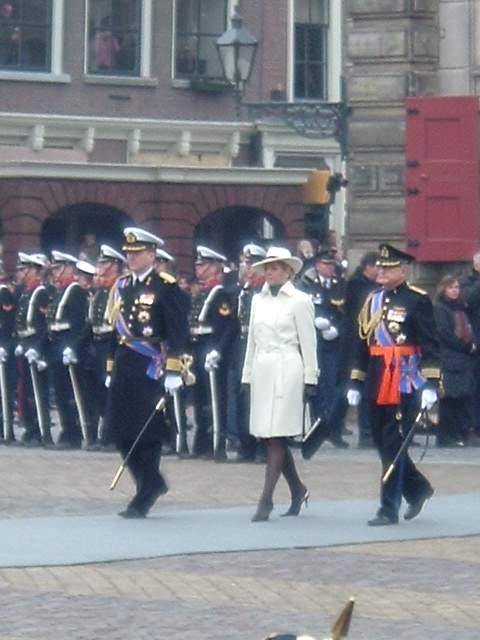
Van Vollenhoven (rechts), samen met prins Willem-Alexander en prinses Máxima, bij de bijzetting van zijn schoonvader

Van Vollenhoven is de eerste burger die door een huwelijk lid werd van het Nederlandse Koninklijk Huis. Het huwelijk kende in het beginstadium dan ook veel tegenstand. Van Vollenhoven heeft geen adellijke titel en heeft deze ook niet door zijn huwelijk verkregen. Dat is het gevolg van een regeringsbesluit, mede door interventie van zijn schoonmoeder, koningin Juliana, die tegen titels was. Daarom wordt de echtgenoot van prinses Margriet bij officiële gelegenheden aangesproken met "meneer Van Vollenhoven" of vanwege zijn academische functie met "professor". Hij heeft echter met leden van het Koninklijk Huis gemeen dat zijn voornaam haast altijd voluit wordt genoemd.
In de op 30 mei 2012 gepubliceerde biografie Mooie Barend over de politicus Barend Biesheuvel stelt de biograaf Wilfred Scholten, gebaseerd op aantekeningen van Biesheuvel, dat Van Vollenhoven op 15 maart 1966 om half vijf 's middags op bezoek ging bij de toenmalige vicepremier en bezwaar zou hebben gemaakt dat hij bij zijn huwelijk met prinses Margriet geen prinsentitel zou krijgen. Hij zou het volgens Biesheuvel discriminatie vinden als hij geen prinsentitel kreeg en Claus wel. In een reactie liet Van Vollenhoven weten, zich het voorval niet te kunnen herinneren en het niet aannemelijk te vinden dat het zich heeft voorgedaan.

## Functies
Tijdens zijn dienstplicht (1966) werkte de heer Van Vollenhoven bij de Juridische Afdeling Staf Bevelhebber der Luchtstrijdkrachten in Den Haag. Op vliegbasis Gilze-Rijen volgde hij in 1967 de Vliegeropleiding Klein Militair Brevet en een jaar later werd hij benoemd tot reserveofficier-vlieger bij het 300 squadron (Piper Cub) op vliegbasis Deelen. Naast reserve commodore van de Koninklijke Luchtmacht is de heer Van Vollenhoven adjudant in buitengewone dienst. Vanwege deze laatste functie ontving hij in september 2014 op vliegbasis Gilze-Rijen een unieke militaire onderscheiding. Als reservekolonel van de Koninklijke Luchtmacht kreeg hij het Romeinse cijfer 'L' op zijn Officierskruis, een onderscheiding die in 1844 door koning Willem II werd ingesteld. Het cijfer staat voor 50 jaar 'eervolle langdurige dienst' als officier, een mijlpaal die Van Vollenhoven het jaar ervoor bereikte. Het eerbetoon vond plaats tijdens de viering van 50 jaar gebruik van de Alouette III-helikopter door de luchtmacht. Op 26 april 2019 werd hij bevorderd tot reserve commodore titulair. De bijbehorende rangonderscheidingstekens werden hem door de Commandant der Luchtstrijdkrachten en de Chef van het Militaire Huis op de Vliegbasis Gilze Rijen opgedaan.
Van Vollenhoven werd in 1977 door minister Tjerk Westerterp benoemd tot voorzitter van de (voorlopige) Raad voor de Verkeersveiligheid en werd in 1983 ook voorzitter van de Spoorwegongevallenraad. Na de Bijlmerramp (1992) en de Herculesramp (1996) ontstond behoefte aan een orgaan dat integraal alle vormen van verkeer en vervoer kon onderzoeken. Dit werd de Raad voor de Transportveiligheid. Uiteindelijk ontstond hieruit, mede door het ijveren van Van Vollenhoven, de Onderzoeksraad voor Veiligheid, waar hij tot 2011 voorzitter van was. Voor zijn niet aflatende inzet op dit terrein werd hij in 2005 onderscheiden met de Machiavelliprijs. 
In 1989 nam hij het initiatief tot de oprichting van het Fonds Slachtofferhulp dat zich sterk maakt voor slachtofferhulp in Nederland. Behalve de oprichter is hij ook de voorzitter van het toezichthoudend bestuur van dit goede doel. Voorts is hij voorzitter van het Nationaal Groenfonds en sinds de oprichting in 1985 voorzitter van het Nationaal Restauratiefonds. Tevens is hij voorzitter van de Stichting Maatschappij en Veiligheid.
Van Vollenhoven is prins Claus opgevolgd als erevoorzitter van het comité van aanbeveling van de Stichting Nationaal Monument Sint-Janskathedraal in 's-Hertogenbosch. Ook is hij erevoorzitter van het comité van aanbeveling van de Stichting Hoorn 650 jaar stad (2007). Tevens is hij sinds 1994 erevoorzitter van de Landelijke Organisatie van Politievrijwilligers.
Per 1 oktober 2005 werd Van Vollenhoven praktijkhoogleraar in risicomanagement (met een specialisme voor de rol van onafhankelijk beleidsonderzoek) aan de Universiteit Twente. Op 28 april 2006 sprak hij zijn oratie uit, waarin hij pleitte voor de instelling van een minister voor veiligheid.

### Rapport Schipholbrand
Als voorzitter van de Onderzoeksraad voor Veiligheid leidde Van Vollenhoven het onderzoek naar de toedracht rond de Schipholbrand. Op 21 september 2006 werd het rapport van de raad gepresenteerd. Vanwege de vernietigende kritiek die in het rapport werd geuit, traden de ministers Donner en Dekker af. De derde beleidmakende minister Rita Verdonk weigerde af te treden.

### Vliegtuigcrash Schiphol
Van Vollenhoven leidde ook onderzoek naar het vliegtuigongeluk op Schiphol in 2009. Op 4 maart 2009 gaf hij daarover een verklaring af.

## Hobby's
In zijn vrije tijd speelt Van Vollenhoven graag piano. Met zijn vrienden Pim Jacobs en Louis van Dijk vormde hij jarenlang het trio De Gevleugelde Vrienden. Zij gaven zowel nationaal als internationaal concerten, waarvan de opbrengsten ten gunste kwamen aan het Fonds Slachtofferhulp. Na de dood van Jacobs trad Pieter van Vollenhoven nog geregeld op met Van Dijk. Van Dijk overleed in april 2020 ten gevolge van kanker.
Hij beoefent de vliegsport en de duiksport. Daarnaast maakt hij graag foto's. In 2008 en 2009 werden kalenders uitgegeven door het Fonds Slachtofferhulp met door hem gemaakte foto's. In 2018 presenteerde hij samen met zijn vriend professor Joop Schaminée het programma Professors op Pad, een reis door zes bijzondere Nederlandse natuurgebieden, uitgezonden door Omroep MAX.

## Overig
Op 29 april 2004, de dag voor zijn 65e verjaardag, werd Van Vollenhoven benoemd tot Ridder Grootkruis in de Orde van de Nederlandse Leeuw. Op 12 juli van dat jaar werd hij tevens tot ereburger van het stadje Vollenhove benoemd.
In 2012 werd een naar hem vernoemde prijs, de Pieter van Vollenhovenprijs, ingesteld voor personen of instellingen, die een monument een nieuwe bestemming hebben gegeven en het zo hebben behouden.
In 2011 verzorgde Van Vollenhoven de zesde Jan Modderman Inleiding. De Jan Modderman inleidingen hebben als doel een bijdrage te leveren aan de bevordering van de bewustwordingsprocessen die dienen tot een verbetering van het maatschappelijk samenleven en het welzijn van alle mensen. In dat kader sprak Van Vollenhoven over het thema "Onafhankelijk onderzoek en eigen verantwoordelijkheid voor veiligheid". Hij zette zich daarmee belangeloos in voor het microkrediet.

## Dodelijk ongeval
Van Vollenhoven was op 30 december 1983 betrokken bij een verkeersongeval in het Oostenrijkse skioord Maria Alm, waarbij de 20-jarige Duitse student Jürgen Bienerth om het leven kwam. Van Vollenhoven liet een bos bloemen bezorgen bij de begrafenis, maar nam geen contact op met de nabestaanden. Pas 28 jaar later bood hij de moeder van het slachtoffer zijn excuses aan.